# Shery
Shery (Guatemalaváros, 1985. augusztus 18. –) guatemalai popénekesnő, dalszerző. Spanyolul és olaszul énekel.

## Pályakép
Hatások: Eddie Kramer, Jimmy Hendrix, Led Zeppelin, The Rolling Stones, Sting, The Beatles.

## Albumok
- En la vida y para siempre
- Nos desgarramos el alma
- Muerteamor
- Cuatro paredes
- El amor (duet with Daniel René)
- Uno solo en este juego (duet with "„El Bardo”)
- Me convertí en roca
- El amor es un fantasma
- Continuamente (duet with Francesco Sondelli)
- Libre
- Mis lágrimas
- Todo se termina aquí
- El suspiro se me va (feat. Francesco Sondelli)

## Videók
- 2011: Me converti en roca
- 2011: Uno solo en este juego
- 2006: Libre